# Widdum (Sigmarszell)
Widdum (mundartlich: im Widum) ist ein Gemeindeteil der Gemeinde Sigmarszell im bayerisch-schwäbischen Landkreis Lindau (Bodensee).

## Geographie
Der Weiler liegt circa fünf Kilometer nordöstlich des Hauptorts Sigmarszell am Kinberg.

## Ortsname
Der Ortsname stammt vom mittelhochdeutschen Wort wideme für Mitgift, Brautgabe; Dotierung einer Kirche, eines Klosters bes. mit Grundstücken, die zur Dotation einer Pfarrkirche gestifteten Grundstücke od. Gebäude bes. der Pfarrhof und bedeutet gestiftete Siedlung. Der historisch auch verwendete Ortsname Grimlins stammt vom mittelhochdeutschen Personennamen Grimlīn und bedeutet (Ansiedlung) des Grimlīn.

## Geschichte
Widdum wurde erstmals urkundlich um das Jahr 1340 mit den Bezeichnungen de Grimlins und de Widma in Stouphen erwähnt. Andere Quellen ordnen das im Jahr 809 erwähnte Crimolteshova dem heutigen Ort zu. Der Ort gehörte einst zum Gericht Simmerberg in der Herrschaft Bregenz.

## Denkmäler
- Denkmalnummer D-7-8324-0008: Burgstall Widdum, Burgstall des Mittelalters. Siehe: Liste der Bodendenkmäler in Sigmarszell.